# Samia Shoaib
Samia Shoaib est une actrice, réalisatrice et écrivain anglaise.

## Biographie
Née au Pakistan, elle a grandi en Angleterre. Elle voyagea aux États-Unis où elle étudia l'anglais et le théâtre à l'Université de Californie et à l'Université George Washington. Elle étudia le métier d'actrice à la Royal Academy of Dramatic Arts à Londres. Elle réussit une maîtrise de "Fine Arts" à l'Université Columbia.

## Filmographie

### Cinéma
- 1998 : Side Streets (en) de  Tony Gerber (en)
- 1998 : Pi
- 1998 : L'Objet de mon affection
- 1999 : Sixième Sens
- 2000 : Dans les griffes de la mode
- 2000 : Requiem for a Dream
- 2002 : The Next Big Thing (en)

### Télévision
- 1997 : New York, police judiciaire (Law and Order)
- 1999-2000 : Nikita
- 2000 : Sex and the City